# 一青妙
一青妙（日语：／ Hitoto Tae */?，1970年9月24日—），本名顏妙，生於日本澀谷，出生不久即隨父母返臺，11歲後移居日本，現為日本牙醫、作家，曾擔任舞臺劇演員、配音員。其妹一青窈為歌手。

## 生平
其父顏惠民，出身基隆顏家，經營基隆礦業與瑞芳九份金礦。其母一青和枝，生於日本石川縣。一青妙在日本澀谷出生，後隨其父母至日本定居。其父很早過世，在其父親過世後，與其妹一青窈改從母姓，就讀於日本著名皇族學校「學習院」，母親在1992年離世。

## 作品

### 我的箱子
《我的箱子》是一青妙第一本回憶自傳，內容描述在整理房間之時找到一個老舊的箱子，打開後發現箱子裝有滿滿的父親與母親和自己姐妹往來的書信，看著一篇篇書信，父親在小時候即過世，這些書信讓一青妙想起小時候的父親，一青妙開始回想起小時候來到日本被說是台灣人，在台灣小學被說是日本人，兩邊無法容身的自身經歷，與後續的尋找自己身世，日後多次往來臺日兩地，一趟尋根之旅讓一青妙編寫了此書。
該書被改編為舞台劇「時光の手箱：我的阿爸和卡桑」，而他也因取材需要頻繁來往台日兩國，還因此被選為台南市親善大使。

### 日本媽媽的臺菜物語
《日本媽媽的台菜物語》一書是一青妙的第二本回憶自傳兼食譜。
一青妙的父親在一青妙中學（一青窈小學）時過世，當時在台灣由母親一青和枝撫養，過不久即搬往日本，在日本由母親撫養時間最喜歡自己媽媽做的菜，書中細細描寫各種媽媽煮的台灣菜及日本料理，每道菜都充滿過去的回憶，書中附上食譜。
2016年拍攝臺日合作電影《媽媽，晚餐吃什麼？》，主題曲「空音」由其妹一青窈主唱。

### 我的臺南
2013年一青妙來到臺南住在臺南信義街一間民宿 ，民宿老闆邀請至其友人的檳榔攤，一青妙與檳榔攤老闆（馬路楊檳榔會社）相談甚歡，被熱情介紹旅遊周邊信義街、神農街遠至安平與舊市府以及各地臺南美食，熱情招待之餘讓一青妙感到相當深厚的臺南人情味，之後多次來到臺南與該店，促使日後被臺南市長邀請編寫《我的臺南》一書。

## 著作列表
- 《我的箱子》，一青妙，辛如意譯，聯經出版，2013年3月28日，ISBN 9789570841527
- 《日本媽媽的臺菜物語》，一青妙，陳惠莉譯，葉懿瑩繪，聯經出版，2014年3月21日，ISBN 9789570843576
- 《我的臺南：一青妙的府城紀行》，一青妙，張雅婷譯，仙波理攝影，聯經出版，2015年6月22日，ISBN 9789570845778
- 《走走、停停、享生活：坐巴士遊臺南》，一青妙，遠見天下出版，2015年12月7日
- 《溫暖的記憶，從這裡出發：一青妙的臺灣東海岸》，一青妙，張雅婷譯，聯經出版，2017年4月24日
- 《什麼時侯去台南？》，一青妙，張雅婷譯，遠見天下出版，2018年5月31日，ISBN 9789864794782
- 《青色之花：解謎〜三人の娘〜》，一青妙，葉小燕譯，聯經出版，2025年7月24日，ISBN 9789570877311

## 榮譽
- 在2015年9月16日得到台南市長賴清德親自頒發親善大使聘書，為台南市第一位親善大使。
- 在2017年11月8日得到台南市代理市長李孟諺（原市長賴清德時值擔任中華民國行政院院長）親自頒發親善大使聘書，第三度獲聘為台南市親善大使。
- 在2022年7月25日獲得台南市長黃偉哲第五度獲聘為台南市親善大使。

## 外部連結
- 官方博客 （日語）
- 官方博客 （繁體中文）
- 一青妙的X（前Twitter）（日語）